# Landange
 Landange  es una comuna y población de Francia, en la región de Lorena, departamento de Mosela, en el distrito de Sarrebourg y cantón de Lorquin.
Su población en el censo de 1999 era de 199 habitantes.
Está integrada en la Communauté de communes du Pays des Deux Sarres .

## Demografía
| 215 | 203 | 202 | 202 | 197 | 199 |
| Para los censos de 1962 a 1999 la población legal corresponde a la población sin duplicidades (Fuente: INSEE [Consultar]) |     |     |     |     |     |